# Psenes cyanophrys
Psenes cyanophrys är en fiskart som beskrevs av Valenciennes, 1833. Psenes cyanophrys ingår i släktet Psenes och familjen Nomeidae. Inga underarter finns listade i Catalogue of Life.